# Стик
Стикът е част от екипировката, използвана в хокея на лед с цел стрелба, подаване или дрибъл с шайбата. Стиковете за хокей на лед са с дължина, варираща между 150 и 200 см, съставена от дълга, тънка дръжка и плоско удължение в единия край, наречено „лопатка“. „Лопатката“ е тази част от стика, която влиза в контакт с шайбата и обикновено е с дължина между 25 и 40 см. Размерите варират, тъй като повечето стикове се изработват според нуждите и размерите на конкретен играч. „Лопатката“ е разположена под ъгъл от приблизително 135° спрямо оста на дръжката, като по този начин придава на стика „L-образна“ визия. Дръжката е особено твърда, но има и елестичност, която подпомага различните видове изстрели.
Лопатката е леко извита в едната посока, независимо в коя, като по този начин спомага за задържането и вдигането на шайбата от игралната повърхност. Тази извивка може да бъде на ляво или на дясно, в зависимост от стрелковата позиция на играча.
Стикът на вратаря е леко модифициран. Долната част на стика е по-широка, ъгълът, сключван между „лопатката“ и дръжката, е по-малък и извивката на „лопатката“ е по-малка и насочена по посоката на играта. Новите вратарски стикове се изработват от същите композитни материали, както и обикновените стикове.

## Кратка история
Най-старият хокеен стик датира от 30те години на 19век; бил е изработен от Уилиам „Дили“ Мофат от кленово дърво и днес е притежание на Канадския Музей на Историята.
Първоначално, стиковете били изработвани от клен или върба. С времето, след спада в доставките на габър, станало по ефикасно стиковете до се изработват от друга твърда дървесина като жълта бреза и ясен. Ясенът постепенно се превърнал в предпочитаната дървесина и към 1920 г. изработените от едно, цяло парче ясенова дървесина стикове, били най-използваните. Тези първи стикове били изключително тежки, но и много издръжливи.
Имало е само шепа големи промени в технологията за изработване на стикове между 1920 г. и 2000 г. На първо място сред тях е появата на „ламинирания“ стик през 40те години на 20 век, при който пластове дърво биват слепвани и пресовани с целта да се получи по-гъвкав и издръжлив дизайн. През 60„те“, компаниите започнали да добавят още „ламинат“ под формата на стъклоплат или други синтетични съставки като покритие, като това подобрило издръжливостта и използваемостта на стика. Също през 60те, играчите започнали да извиват „лопатките“ на своите стикове, което драстично повлияло върху точността на изстрелите на играчите.
В началото на 80-те се е появил и първият изцяло алуминиев стик. Този нов дизайн не бил особено популярен, тъй като алуминиевият стик бил прекалено твърд и не предоставял правилното усещане в ръцете на играчите, вследствие на което се появила комбинацията от алуминиева дръжка и сменяема дървена „лопатка“. Този „смесен“ стик се превърнал в изключително популярен в края на 80-те и началото на 90-те.
В днешно време, алуминиевият стик, а също и дървеният, биват в голяма степен изместени от модерните „композитни“ стикове. Фибростъклото и въглеродните влакна са сред най-често използваните материали за тези стикове, като някои компании експериментират дори и с кевлар. „Композитните“ стикове обикновено тежат по-малко от алуминиевите и могат да бъдат произведени с мого по-голяма постоянност във физическите си качества, спрямо дървените. За сметка на това обаче, те са много по-скъпи от дървените и са по-малко издръжливи от алуминиевите.

## Материали
Последните две десетилетия бележат огромен напредък в технологиите и материалите, използвани за направата на стикове за хокей на лед. Голяма част от стиковете са изработени от един (или от комбинация) от следните материали:
- дърво
- Алуминий
- Фибростъкло
- Въглеродни нишки
- Кевлар
- Титан

|  | Тази страница частично или изцяло представлява превод на страницата Ice hockey stick в Уикипедия на английски. Оригиналният текст, както и този превод, са защитени от Лиценза „Криейтив Комънс – Признание – Споделяне на споделеното“, а за съдържание, създадено преди юни 2009 година – от Лиценза за свободна документация на ГНУ. Прегледайте историята на редакциите на оригиналната страница, както и на преводната страница, за да видите списъка на съавторите. ВАЖНО: Този шаблон се отнася единствено до авторските права върху съдържанието на статията. Добавянето му не отменя изискването да се посочват конкретни източници на твърденията, които да бъдат благонадеждни. |